# Disco di accrescimento

Il disco di accrescimento di un buco nero in una rappresentazione grafica della NASA

In astronomia un disco di accrescimento è una struttura formata da materiale che cade in una sorgente. La conservazione del momento angolare richiede che quando un'estesa nube di materiale collassa verso l'interno, ogni piccola rotazione che essa ha all'inizio debba aumentare. 
La forza centrifuga causa il collasso della nube rotante  posta al centro. L'attrito tra le particelle genera calore e dissipa il momento orbitale, causando la caduta del materiale verso il centro in lente spirali finché non colpisce il corpo centrale.

## Esempi
I dischi di accrescimento più spettacolari in natura sono quelle dei nuclei galattici attivi (AGN): mentre la materia spiraleggia verso un buco nero supermassiccio centrale, il forte gradiente gravitazionale porta allo sviluppo di un forte calore. Il disco di accrescimento di un buco nero non è sufficientemente caldo da emettere raggi X, ma, essendo l'AGN un potente emettitore X, si suppone che il disco sia circondato da una corona formata da materiale che raggiunge temperature di milioni di gradi prima di attraversare l'orizzonte degli eventi. Durante questa caduta a spirale è presente anche il fenomeno della spaghettificazione. I dischi di accrescimento dei buchi neri normalmente non possono essere misurati direttamente dato che i buchi neri conosciuti sono troppo lontani per i telescopi attuali, anche se alcune misure approssimative sono state ottenute con il telescopio spaziale Chandra che osservando la galassia NGC 1365 ha fortuitamente individuato una nube di gas che passando dinanzi al buco nero l'ha eclissato. Il tempo di eclisse ha permesso di effettuare stime di massima sulla dimensione del disco.
Spesso si osservano piccoli dischi di accrescimento in sistemi binari di cui una componente è una stella compatta: una nana bianca, una stella di neutroni o un buco nero. La materia che forma il disco è strappata all'altra componente dalla stella compatta. I dischi di accrescimento dei buchi neri più grandi, come quelli che si pensa si trovino al centro dei quasar, emettono più radiazione di un'intera galassia piena di stelle.
I dischi protoplanetari possono essere considerati dischi di accrescimento considerandoli come materiale in caduta verso la protostella, tra questi i recentemente individuati dischi "Peter Pan". I pianeti si formeranno dalla piccola frazione 
di materiale che evita questa fine.
Il comportamento di un disco di accrescimento è stato modellato con successo da un disco rotante di metallo liquido azionato da un campo elettrico e da uno magnetico.